# Nasutoceratops
Nasutoceratops („velkonosá rohatá tvář“) byl rod býložravého ceratopsidního dinosaura, který žil v období geologického stupně svrchní křídy kampánu asi před 76 až 75,5 miliony let. Fosilie tohoto dinosaura byly nalezeny na území Utahu (USA), ve vrstvách geologického souvrství Kaiparowits (území dnešního Grand Staircase-Escalante National Monument).

## Popis
Nasutoceratops byl ceratopsid střední velikosti, jeho lebka byla dlouhá asi 1,5 metru a celková délka těla činila kolem 4,5 metru. Hmotnost dosahovala zhruba 1,5 tuny. Holotyp dinosaura nese katalogové označení UMNH VP 16800.

## Zařazení
Tento druh byl vývojově primitivním (bazálním) centrosaurinem a jeho blízkými příbuznými byly druhy Avaceratops lammersi, Crittendenceratops krzyzanowskii, Yehuecauhceratops mudei a Furcatoceratops elucidens. Společně tvoří tito čtyři ceratopsidi klad Nasutoceratopsini.

## Paleoekologie
Mezi hlavní predátory tohoto mohutného ceratopsida mohl patřit velký tyranosauridní teropod druhu Teratophoneus curriei.